# La donna nella casa di fronte alla ragazza dalla finestra
La donna nella casa di fronte alla ragazza dalla finestra (The Woman in the House Across the Street from the Girl in the Window), originariamente intitolata La donna nella casa, è una miniserie televisiva statunitense creata da Rachel Ramras, Hugh Davidson e Larry Dorf.
Di genere commedia nera e thriller, la miniserie è stata distribuita il 28 gennaio 2022 su Netflix. La serie ha ricevuto recensioni contrastanti dalla critica, mentre la performance di Bell è stata elogiata.

## Trama
Anna vive da sola dopo la separazione dal marito Douglas dovuta alla morte della loro figlia Elizabeth. Quando Neil, padre vedovo, e sua figlia Emma si trasferiscono nella casa di fronte a lei Anna sembra riprendersi dalla fase di depressione che l'aveva investita. Tuttavia Anna vede Lisa, fidanzata di Neil, morire e indagherà sulla sua morte percorrendo una serie di vie che si riveleranno sbagliate ed esilaranti.

## Produzione
Il 20 ottobre 2020, Netflix ha dato il via alla produzione di una miniserie composta da otto episodi. La miniserie è creata da Rachel Ramras , Hugh Davidson e Larry Dorf e prodotta da Kristen Bell (che recita anche il ruolo di protagonista), Will Ferrell, Jessica Elbaum e Brittney Segal. Gloria Sanchez Productions è coinvolta nella produzione della miniserie. Il 19 febbraio 2021, Tom Riley si è unito al cast principale. Il 2 marzo 2021, Mary Holland, Shelley Hennig, Christina Anthony, Samsara Yett, Cameron Britton e Benjamin Levy Aguilar sono stati scelti per ruoli da protagonista. Il 10 novembre 2021, è stato riferito che Michael Ealy è stato scelto per recitare come protagonista. Le riprese della serie sono iniziate il 1º marzo 2021 a Los Angeles. L'8 dicembre 2021, alla serie è stata assegnata una data di anteprima il 28 gennaio 2022 e un nuovo titolo: La donna nella casa di fronte alla ragazza dalla finestra.

## Accoglienza
Sul sito web dell'aggregatore di recensioni Rotten Tomatoes, il 62% di 26 recensioni è positivo, con una valutazione media di 6,1/10. Il consenso critico del sito web recita: "Se questa parodia di pentole letterarie soffre di avere un ritmo glaciale come il suo stesso titolo, almeno Kristen Bell è una compagnia deliziosamente impassibile". Metacritic, che utilizza una media ponderata, ha assegnato un punteggio di 52 su 100 basato su 15 critici, indicando "recensioni miste o medie".